# Metacharis cuparina
Metacharis cuparina är en fjärilsart som beskrevs av Bates 1868. Metacharis cuparina ingår i släktet Metacharis och familjen Riodinidae. Inga underarter finns listade i Catalogue of Life.